# Fernando Barrón
Pour les articles homonymes, voir Barrón.
Fernando Barrón y Ortiz, né le 4 mai 1892 à Vitoria et décédé le 16 juin 1953 à Madrid, est un militaire espagnol. Il participe au soulèvement militaire contre la Seconde République espagnole qui va provoquer la guerre civile.

## Biographie
Il fait partie des cinq officiers supérieurs qui participent au soulèvement militaire contre la Seconde République espagnole, cette action va provoquer la guerre civile.
En 1936, il devient l'une des commandants de la Armée d'Afrique (Espagne) durant la Bataille de Madrid (1936) et le Siège de Madrid. Il devient général en décembre 1936, il participe à la Bataille du Jarama. En mai 1937, il participe à la Offensive de Ségovie. Il dirige la 13e division durant la Bataille de Brunete et à la Bataille de Belchite. En mars 1938, il participe à la Bataille de Caspe et la Bataille de l'Èbre.